# Oye cómo va
«Oye Cómo Va» es un mambo compuesto por Tito Puente en 1962. Fue popularizada por Santana con su versión de rock psicodélico y rock latino en 1970, que alcanzó el número 13 en Billboard Hot 100, el número 11 en la encuesta Billboard Easy Listening, y el número 32 en la lista R&B.
La canción tiene el ritmo y el tempo clásico del cha-cha-cha. Tiene similitudes con "Chanchullo" de Israel "Cachao" López. La revista Latin Beat Magazine escribió: "Las tumbaos de Cachao para su composición de 1937 "Rareza de Melitón" (más tarde cambiada a "Chanchullo") inspiraron la canción de Tito Puente 'Oye Como Va'." En la grabación original de la canción, la voz de Santitos Colón, el cantante de la orquesta de Tito Puente en aquel momento, se puede escuchar en la canción junto con las de Puente y otros músicos de orquesta. Cachao se puede escuchar tocando el contrabajo en algunas de las versiones en vivo de Tito Puente.Ha tenido muchos arreglos y remakes por parte de varios artistas en tempos variados. También lo han incluido en su repertorio Celia Cruz, Julio Iglesias, Kinky, Cheo Feliciano, Azúcar Moreno y José Feliciano. NPR incluyó a la canción en su "NPR 100: The most important American musical works of the 20th century" (NPR 100: Las obras musicales estadounidenses más importantes del siglo XX).

## Versión de Santana
El arreglo de Santana es una "versión de conducción y puesta en marcha" en un nuevo estilo de rock latino (atribuido a músicos como Carlos Santana), añadiendo guitarra eléctrica, órgano y una batería a la instrumentación y descartando la sección con trompetas de Tito Puente. La parte de guitarra eléctrica toma la melodía piccolo de Tito Puente, y el órgano proporciona acompañamiento (con el uso discrecional del efecto Leslie por parte del organista Gregg Rolie). Hay varios solos de guitarra y un solo de órgano, todos ellos enraizados en el rock y el blues, pero también tienen lazos similares a los del arreglo original. La canción fue incluida en el Salón de la Fama del Grammy Latino en 2001.
Tito Puente, hablando en la introducción a su grabación de "Oye Como Va" en el álbum "Mambo Birdland", dijo "Todos han oído hablar de Santana. Santana! Hermosa Santana! Puso nuestra música, rock latino, en todo el mundo, hombre! Y me gustaría agradecerle públicamente porque grabó una canción y me dio crédito como el compositor de la canción. Entonces, desde ese día... todo lo que tocamos ... ¡es música de Santana!" La versión de la canción en "Mambo Birdland" es una versión de Santana.

## Otras versiones
Esta canción ha sido grabada por muchos músicos, siendo la versión de Santana la más ampliamente reconocida.
- Joe Cuba Sextette y Cheo Feliciano.
- El vibrafonista de jazz Bobby Hutcherson en su álbum de 1975, Montara.
- El rapero y cantante ecuatoriano Gerardo Mejía grabó la canción en su álbum debut de 1991, Mo 'Ritmo.
- Celia Cruz incluyó la canción en su álbum Siempre Viviré.
- Professor Angel Dust featuring Mucho Muchacho y Benjamin publicó su versión en su primer álbum Güapacheando, llegando al número 1 en 40 principales,convirtiéndose en la canción del verano en España.
- La banda mexicana de música electrónica/rock Kinky grabó la canción para su álbum 2004, Oye cómo va.
- La banda de jazz/funk New Orleans Nightcrawlers incluyó la canción en su álbum de 2000, Live at the Old Point.
- The Salsa Brothers con OJT en My Electric Oye Como Va (2009)
- Eliane Elias, cantante y pianista brasileña, grabó la canción en 2006, 36 años después que Santana, en su álbum Around The City. En esta versión de Elias, hay letras adicionales escritas por Elias.
- Julio Iglesias incluyó la canción en 1994 en su álbum Crazy. Hay un cambio en la letra del coro, que está escrito "Oye como va mi niña / Vamos a gozar, mulata".
- Azúcar Moreno grabó la canción en su álbum de 1990 Bandido y la combinó con la canción Guajira de Santana de 1971 en un popurrí de dos canciones.
- 2 Live Crew sampleó la canción en la canción "Mamolapenga" en su álbum de 1990 Banned in the U.S.A.
- El grupo mexicano Banda M-1 grabó una versión de cumbia en 1994.
- Joe Strummer y The Latino Rockabilly War.
- Natalie Cole grabó la canción en 2013, 43 años después que Santana, en su primer álbum nominado al Grammy Latino Natalie Cole en Español.
- Walt Disney Records; esta canción apareció en el álbum CD La Vida Mickey.

- Datos: Q1449288